# Barenton-Bugny
Pour les articles homonymes, voir Barenton (homonymie).
Barenton-Bugny est une commune française située dans le département de l'Aisne en région Hauts-de-France.

## Géographie

### Hydrographie
La commune est située dans le bassin Seine-Normandie. Elle est drainée par le ruisseau des Barentons et le ruisseau de Longuedeau,,.
Le ruisseau des Barentons, d'une longueur de 25 km, prend sa source dans la commune de Festieux et se jette  dans la Souche à Barenton-sur-Serre, après avoir traversé dix communes.

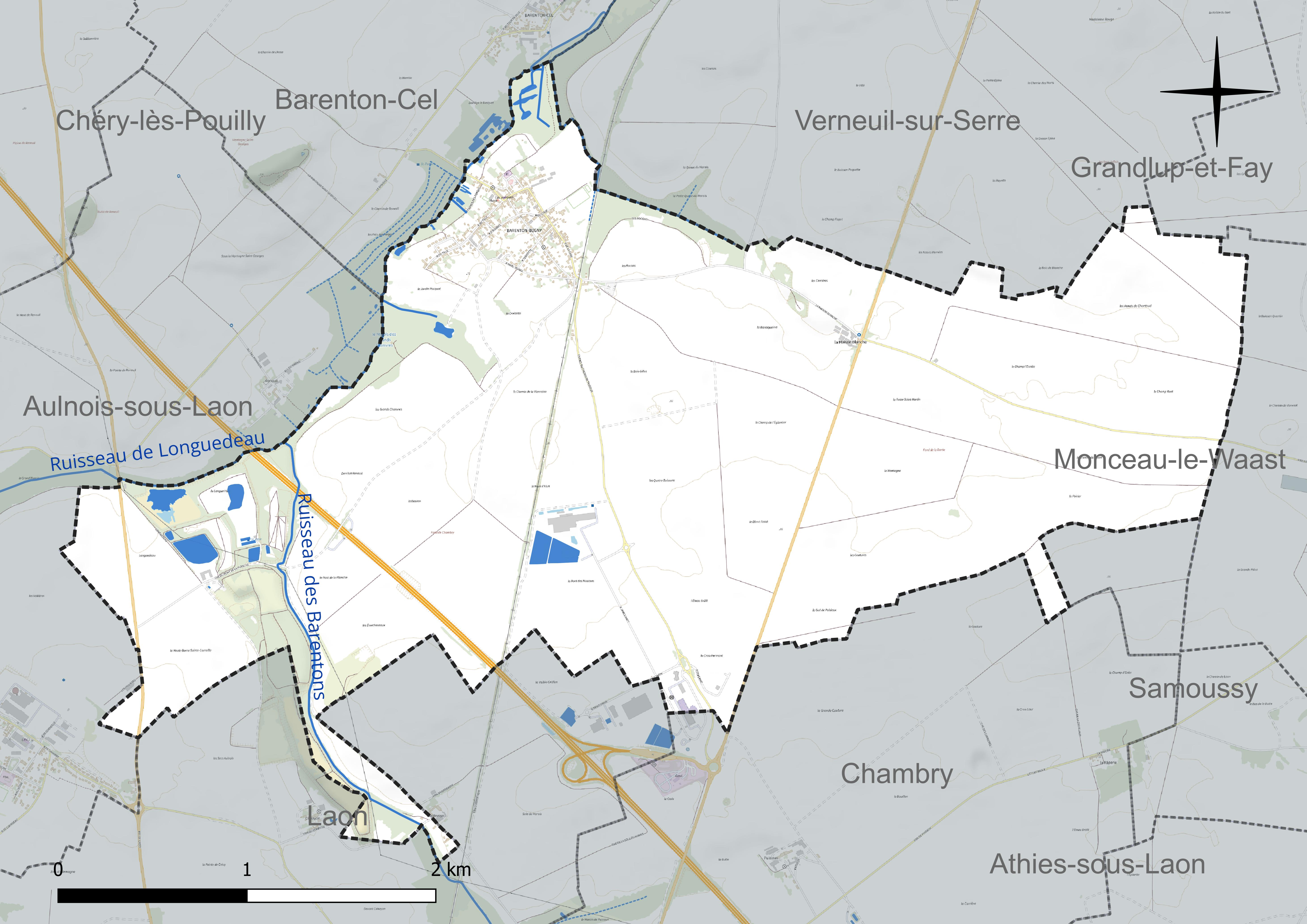
Réseau hydrographique de Barenton-Bugny.

### Climat
Pour des articles plus généraux, voir Climat des Hauts-de-France et Climat de l'Aisne.
En 2010, le climat de la commune est de type climat océanique dégradé des plaines du Centre et du Nord, selon une étude du CNRS s'appuyant sur une série de données couvrant la période 1971-2000. En 2020, Météo-France publie une typologie des climats de la France métropolitaine dans laquelle la commune est exposée à un climat océanique altéré et est dans la région climatique Nord-est du bassin Parisien, caractérisée par un ensoleillement médiocre, une pluviométrie moyenne régulièrement répartie au cours de l'année et un hiver froid (3 °C).
Pour la période 1971-2000, la température annuelle moyenne est de 10,4 °C, avec  une amplitude thermique annuelle de 15,1 °C. Le cumul annuel moyen de précipitations est de 727 mm, avec 11,6 jours de précipitations en janvier et 9,1 jours en juillet. Pour la période 1991-2020 la température moyenne annuelle observée sur la station météorologique la plus proche, située sur la commune d'Aulnois-sous-Laon à 4 km à vol d'oiseau, est de 11,0 °C et le cumul annuel moyen de précipitations est de 685,6 mm,. Pour l'avenir, les paramètres climatiques de la commune estimés pour 2050 selon différents scénarios d'émission de gaz à effet de serre sont consultables sur un site dédié publié par Météo-France en novembre 2022.

## Urbanisme

### Typologie
Au 1er janvier 2024, Barenton-Bugny est catégorisée commune rurale à habitat dispersé, selon la nouvelle grille communale de densité à 7 niveaux définie par l'Insee en 2022.
Elle est située hors unité urbaine. Par ailleurs la commune fait partie de l'aire d'attraction de Laon, dont elle est une commune de la couronne,. Cette aire, qui regroupe 106 communes, est catégorisée dans les aires de 50 000 à moins de 200 000 habitants,.

### Occupation des sols
L'occupation des sols de la commune, telle qu'elle ressort de la base de données européenne d'occupation biophysique des sols Corine Land Cover (CLC), est marquée par l'importance des territoires agricoles (90,4 % en 2018), une proportion sensiblement équivalente à celle de 1990 (89,8 %). La répartition détaillée en 2018 est la suivante : 
terres arables (87,2 %), zones urbanisées (4,7 %), zones agricoles hétérogènes (3,2 %), forêts (2,6 %), zones humides intérieures (1,8 %), zones industrielles ou commerciales et réseaux de communication (0,4 %).
L'évolution de l'occupation des sols de la commune et de ses infrastructures peut être observée sur les différentes représentations cartographiques du territoire : la carte de Cassini (XVIIIe siècle), la carte d'état-major (1820-1866) et les cartes ou photos aériennes de l'IGN pour la période actuelle (1950 à aujourd'hui).

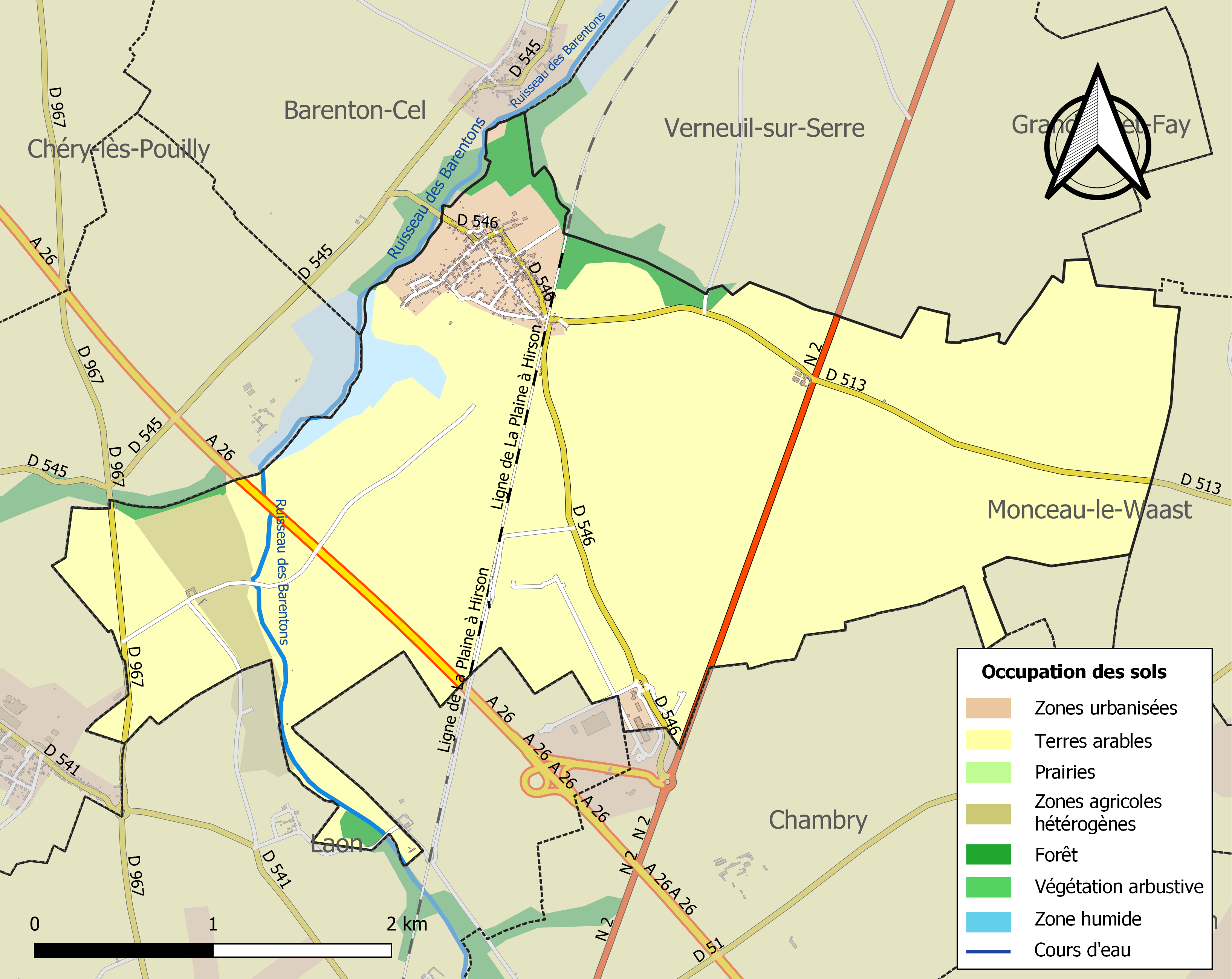
Carte des infrastructures et de l'occupation des sols de la commune en 2018 (CLC).

### Transports

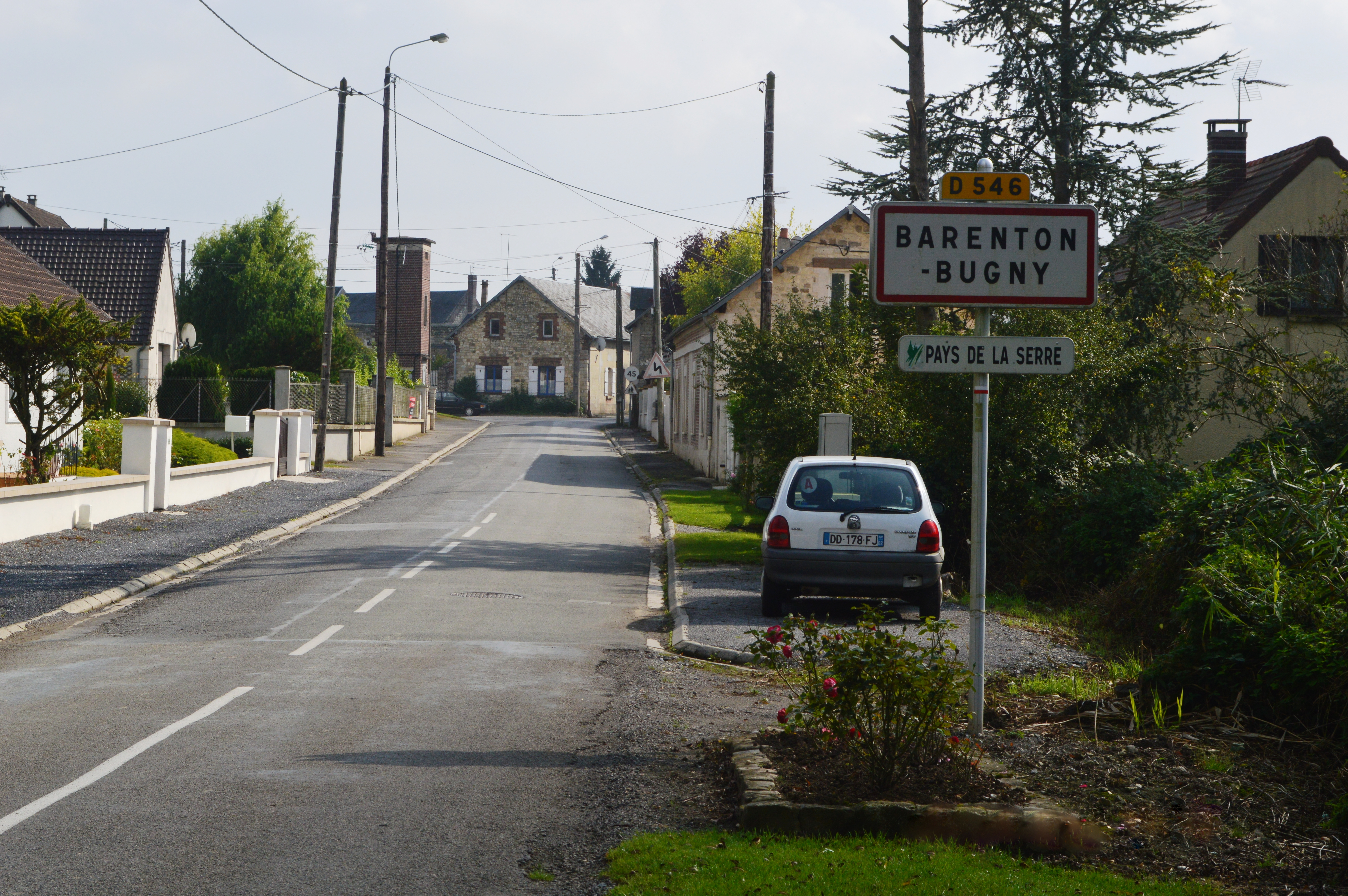
Entrée de Barenton-Bugny.
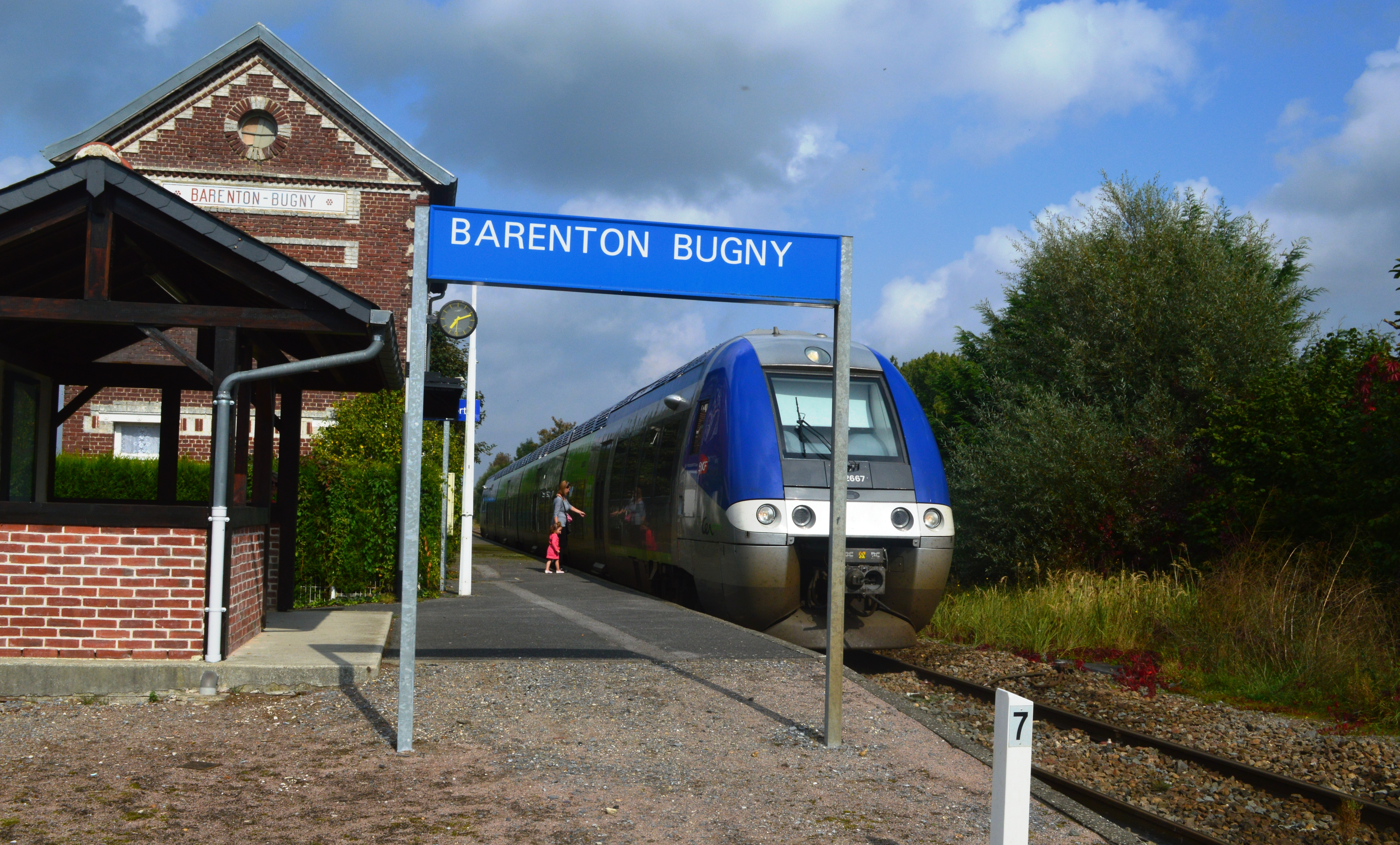
La gare de Barenton-Bugny.

## Toponymie
La première mention connue du nom de la commune remonte à 1247 où elle s'appelait alors Barenton-Buigni.
Le nom de Barenton–Bugny viendrait de deux noms propres Barus, d'origine latine et Buno, d'origine germanique.
Barenton est un toponyme gaulois, reposant sur un radical prélatin barant  évoquant l'eau.
Les Barentons est une petite rivière française qui coule dans le département de l'Aisne, en région Hauts-de-France, et un affluent de la Souche en rive gauche, donc un sous-affluent de la Seine par la Serre et l'Oise.

## Politique et administration

### Découpage territorial
La commune de Barenton-Bugny est membre de la communauté de communes du Pays de la Serre, un établissement public de coopération intercommunale (EPCI) à fiscalité propre créé le 17 décembre 1992 dont le siège est à Crécy-sur-Serre. Ce dernier est par ailleurs membre d'autres groupements intercommunaux.
Sur le plan administratif, elle est rattachée à l'arrondissement de Laon, au département de l'Aisne et à la région Hauts-de-France. Sur le plan électoral, elle dépend du  canton de Marle pour l'élection des conseillers départementaux, depuis le redécoupage cantonal de 2014 entré en vigueur en 2015, et de la première circonscription de l'Aisne  pour les élections législatives, depuis le dernier découpage électoral de 2010.

### Administration municipale
| Période                                  | Période                   | Identité       | Étiquette | Qualité         |
| ---------------------------------------- | ------------------------- | -------------- | --------- | --------------- |
| Les données manquantes sont à compléter. |                           |                |           |                 |
| mars 2001                                | 2014                      | Michel Batteux | DVG       |                 |
| 2014                                     | mai 2020                  | Gérard Bourez  | SE        | Agent technique |
| mai 2020                                 | En cours (au 6 juin 2020) | Éric Bévière   |           |                 |

## Démographie
L'évolution du nombre d'habitants est connue à travers les recensements de la population effectués dans la commune depuis 1793. Pour les communes de moins de 10 000 habitants, une enquête de recensement portant sur toute la population est réalisée tous les cinq ans, les populations de référence des années intermédiaires étant quant à elles estimées par interpolation ou extrapolation. Pour la commune, le premier recensement exhaustif entrant dans le cadre du nouveau dispositif a été réalisé en 2008.

En 2022, la commune comptait 556 habitants, en évolution de +1,09 % par rapport à 2016 (Aisne : −1,97 %, France hors Mayotte : +2,11 %).
| 1793 | 1800 | 1806 | 1821 | 1831 | 1836 | 1841 | 1846 | 1851 |
| ---- | ---- | ---- | ---- | ---- | ---- | ---- | ---- | ---- |
| 289  | 328  | 383  | 460  | 618  | 647  | 653  | 710  | 710  |

| 1856 | 1861 | 1866 | 1872 | 1876 | 1881 | 1886 | 1891 | 1896 |
| ---- | ---- | ---- | ---- | ---- | ---- | ---- | ---- | ---- |
| 735  | 673  | 702  | 703  | 717  | 646  | 644  | 658  | 645  |

| 1901 | 1906 | 1911 | 1921 | 1926 | 1931 | 1936 | 1946 | 1954 |
| ---- | ---- | ---- | ---- | ---- | ---- | ---- | ---- | ---- |
| 558  | 564  | 514  | 519  | 536  | 559  | 548  | 603  | 554  |

| 1962 | 1968 | 1975 | 1982 | 1990 | 1999 | 2006 | 2008 | 2013 |
| ---- | ---- | ---- | ---- | ---- | ---- | ---- | ---- | ---- |
| 529  | 519  | 489  | 527  | 578  | 533  | 570  | 580  | 556  |

| 2018 | 2022 | - | - | - | - | - | - | - |
| ---- | ---- | - | - | - | - | - | - | - |
| 560  | 556  | - | - | - | - | - | - | - |

## Culture locale et patrimoine

### Lieux et monuments
- Église Saint-Martin du XIIe siècle classée au titre des monuments historiques depuis 1921.
- Monument aux morts, de la main de Robert Delandre.

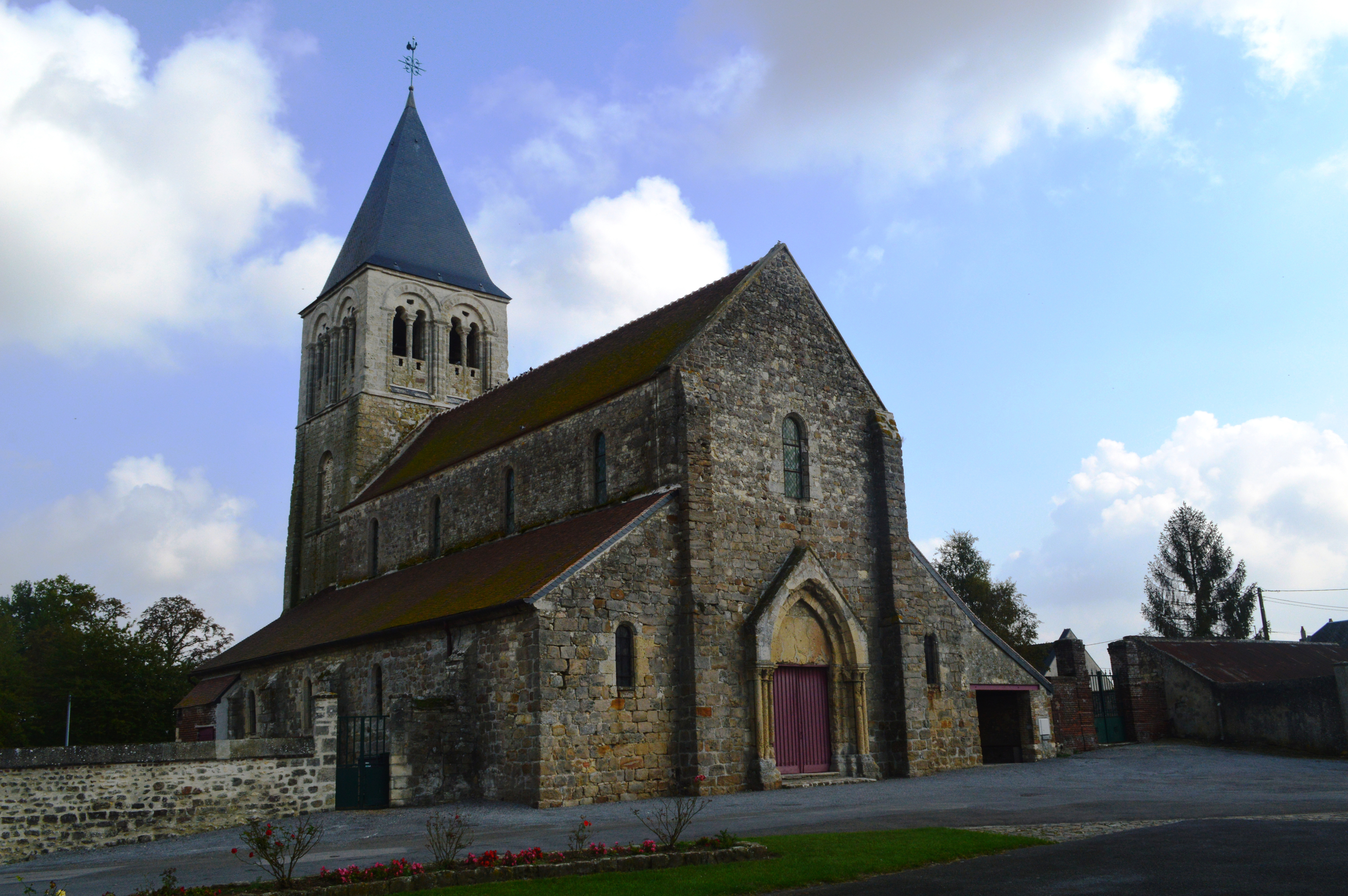
Église Saint-Martin.
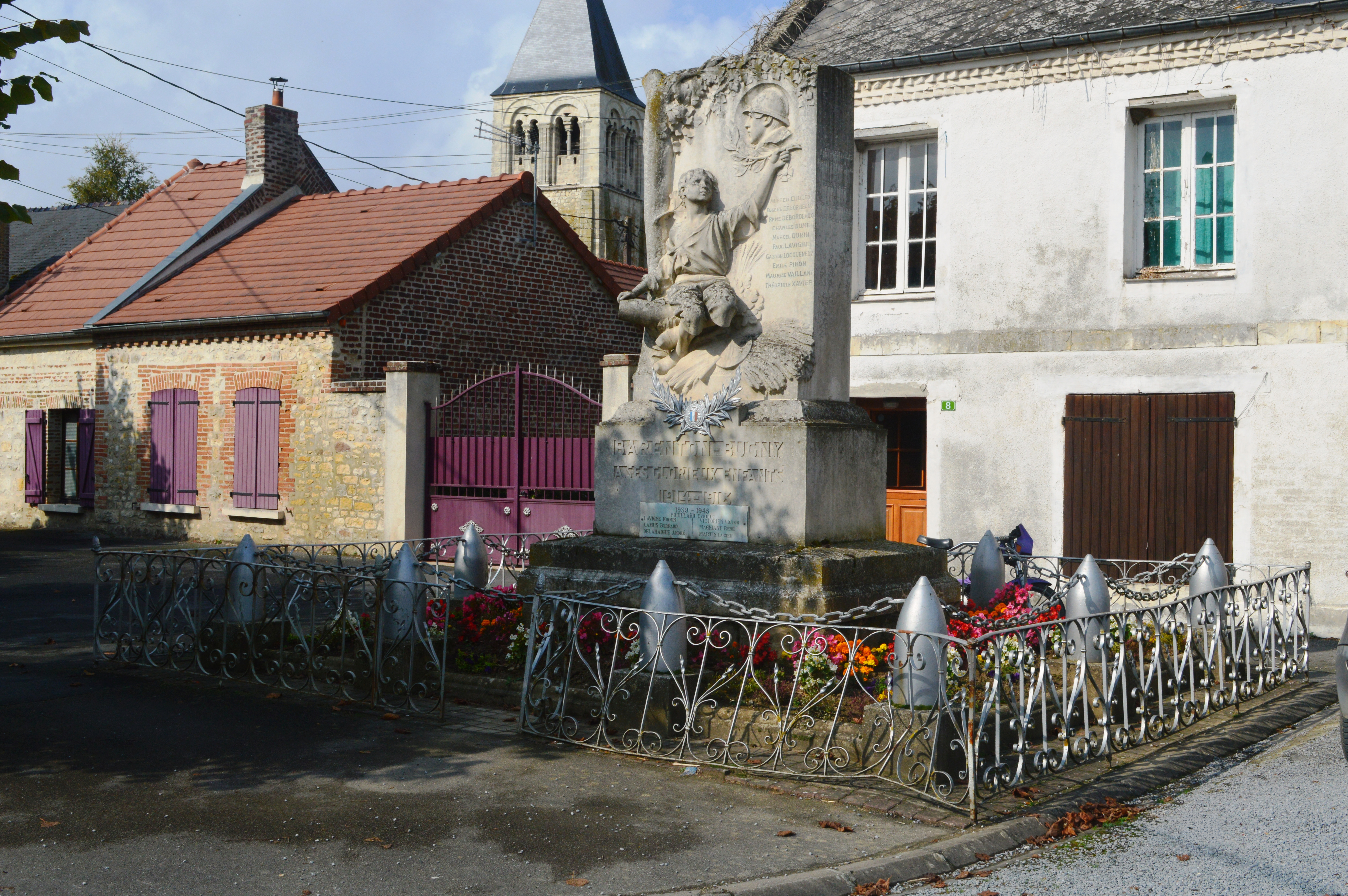
Monument aux morts.

### Personnalités liées à la commune
- René Blondelle, sénateur de l'Aisne, un des plus importants responsables agricoles de l'après-guerre, était agriculteur à Barenton-Bugny.
- Wolfgang Güttler (1893-1918), pilote allemand, as de la Première Guerre mondiale y est mort dans une collision aérienne.

## Pour approfondir